# Brookea tomentosa
Brookea tomentosa är en tvåhjärtbladig växtart som beskrevs av George Bentham. Brookea tomentosa ingår i släktet Brookea och familjen Stilbaceae. Inga underarter finns listade i Catalogue of Life.